# Дарвин, Гораций
Сэр Гораций Дарвин (англ. Sir Horace Darwin; 13 мая 1851, Даун[уточнить], Кент — 29 сентября 1928, Кембридж) — инженер, основатель компании Cambridge Scientific, мэр Кембриджа (1896—1897). Пятый сын знаменитого естествоиспытателя Чарльза Дарвина. Член Лондонского королевского общества (1903).

## Биография
Гораций Дарвин родился 13 мая 1851 года. Он был пятым сыном и девятым (предпоследним) ребёнком в семье знаменитого естествоиспытателя Чарльза Роберта Дарвина и Эммы Веджвуд, внучки основателя известной фирмы по производству гончарных изделий. Первые годы жизни Горация прошли в Дауне, где семья Дарвинов вела уединённую жизнь.
Он был выпускником Тринити-колледж (Кембридж), стал инженером и строителем научных приборов. В 1885 году он основал Инструмент компании Cambridge Scientific. Он был мэром Кембриджа от 1896—1897 годах, и стал членом Королевского общества в 1903 году.

## Брак, дети
Гораций женился на Эмме Фаррер в январе 1880 года и у них было трое детей.